# Polyarteritis nodosa
Polyarteritis nodosa  (PAN), vroeger ook wel periarteriitis nodosa genoemd, is een vorm van systeemvasculitis.

## Symptomen
PAN is een auto-immuunziekte die wordt gekenmerkt door een chronische ontsteking van kleine en middelgrote  slagaderen. De kleinere bloedvaten zijn niet aangedaan. In het verloop van de aangetaste slagaderen komen vaak zichtbare knobbels voor. PAN begint vaak met algemene ziektesymptomen. De patiënt heeft last van koorts, fors gewichtsverlies, vermoeidheid, spierzwakte en algehele lusteloosheid. De ziekte treedt daarna vooral aan het licht in de darmen (maag-darmklachten), nieren, spieren, zenuwen en huid. Bij een aantal patiënten treedt PAN op in het kader van een chronische hepatitis-B-infectie (een vorm van leverontsteking).
Na het belasten (arbeid) van het lichaam kunnen bijv. op de benen rode plekjes optreden die doorgaans binnen enkele uren rusten alweer verdwijnen. Omcirkelen met een inktstift van enkele van deze rode plekjes zodat kort daarna (spoeddienst) een biopsie ervan nemen nog mogelijk is, heeft reeds tot de diagnose polyarteritis nodosa (PAN) geleid.

## Ziektebeeld ontstaan na vaccinatie
In de medische literatuur en bij diepgaand medische experten onderzoek (o.a. in opdracht van het gerecht) werd aangetoond dat het ontstaan van polyarteritis nodosa (PAN) in zeldzame gevallen getriggerd kan worden door een vaccinatie tegen hepatitis B. Er wordt geschat dat dit gebeurt bij 1 op 400000 vaccinaties tegen hepatitis B. In België zijn enkele gevallen gekend (en soms opgenomen in de medische literatuur). De vaccin-producenten evenals de dienst Volksgezondheid zijn van dit risico op de hoogte en de ziekte is opgenomen in de bijsluiter bij het vaccin onder de algemene noemer "vasculitis". Bijv. bij verpleegkundigen, om beroepsredenen (soms verplicht) gevaccineerd tegen hepatitis B, wordt het ontstaan van polyarteritis nodosa (PAN) na een vaccinatie tegen hepatitis B, behandeld als een arbeidsongeval. België heeft op vandaag (januari 2014) echter nog geen compensatiefonds voor dergelijke "vaccinatie-ongevallen". Ook de Belgische "griepcommissaris" is van deze gegevens meer dan 10 jaar op de hoogte. In Nederland heeft Lareb één melding genoteerd. De ziekte Hepatitis B zelf leidt echter tot massief meer gevallen van PAN.

## Diagnose
De diagnose is vaak moeilijk te stellen, omdat elke patiënt andere en vaak weinig typische verschijnselen heeft. Het hangt er vanaf welke organen zijn aangedaan. Uiteindelijk kan een biopsie of een röntgenologisch vaatonderzoek (angiografie) uitsluitsel geven.
De antineutrofiele cytoplasmatische antistoffen ANCA-bloedtest is bij PAN-patiënten negatief. Bij patiënten die lijden aan de verwante aandoening microscopische polyangiitis wordt er wel een perinucleaire verkleuring waargenomen in de granulocyten en is de test dus positief.

## Behandeling
PAN wordt behandeld met ontstekingsremmende medicijnen (corticosteroïden, bijvoorbeeld prednisolon), vaak in combinatie met medicijnen die het afweersysteem onderdrukken (cyclofosfamide of methotrexaat of azathioprine). Als de behandeling gestart wordt met de combinatie van prednisolon en cyclofosfamide wordt na 3 tot 6 maanden, als de ziekte voldoende tot rust is gekomen, de cyclofosfamide vervangen door azathioprine of methotrexaat. Deze medicijnen hebben minder bijwerkingen dan cyclofosfamide, maar ze werken ook minder krachtig. Als de PAN samengaat met een chronische hepatitis B-infectie kan ook geprobeerd worden deze te behandelen en zo ook de PAN tot stilstand te brengen. Behandeling met medicijnen is hoe dan ook absoluut noodzakelijk.

## Perspectief
PAN is een chronische ziekte, dat betekent dat het altijd op de achtergrond aanwezig blijft. Door de behandeling met medicijnen wordt de ziekte tot rust gebracht. Het risico blijft bestaan dat de ziekte in de loop der jaren weer opvlamt. Als gevolg van PAN kan er blijvende schade optreden aan één of meerdere van de aangedane organen. Dit kan het dagelijks functioneren belemmeren. Het risico op blijvende ernstige nierschade is echter minder groot dan bij de ziekte van Wegener of bij microscopische polyangiitis. Mensen met PAN hebben, ook als de ziekte rustig is, vaak last van blijvende vermoeidheid.